# Daniella Camacho
Daniella Lisette Camacho Herold (Santiago de Chile, 10 de noviembre de 1969) es una jueza y docente chileno-ecuatoriana.

## Biografía
Estudió derecho en la Pontificia Universidad Católica del Ecuador, de donde se tituló como doctora en Jurisprudencia. Obtuvo el título de Magíster en Derecho Procesal con mención Penal en la Universidad Indoamérica de Quito. Es docente en la Universidad Iberoamericana del Ecuador.
Fue consultora en Género para el CONAMU, en el área de Seguridad Social y Derechos de las Mujeres. Fungió también como fiscal Penal de Pichincha. En la Fiscalía General del Estado fue Jefa Nacional de Protección y Asistencia a Víctimas y Testigos.
En 2018, ingresó a la Corte Nacional de Justicia con una puntuación de 97,5 sobre 100 cuando era conjueza de la corte. Ese mismo año admitió dentro de sus funciones la validez del proceso en contra de Rafael Correa bajo el cargo de secuestro en el Caso Balda. Con ello se procedió a llamar a juicio al expresidente. También fue quien ordenó su prisión preventiva en el mismo caso.
El 16 de octubre de 2019 ratificó la sentencia de Jorge Glas por asociación ilícita. En este proceso formó parte del Tribunal de Casación, siendo éste el último recurso dentro del ámbito jurídico nacional que podía admitirse para revertir dicha sentencia de parte de la defensa de Glas.
El viernes 18 de octubre de 2019 se presentaron dos recusaciones en su contra, provenientes de las defensas de Vinicio Alvarado y Rafael Correa, que la inhabilitaron temporalmente hasta la resolución de los procesos respectivos. Una semana después, el 25 de octubre, la Corte Nacional de Justicia ratificó su competencia al frente del Caso Sobornos 2012-2016, tras negar las recusaciones de Alvarado y Correa.